# Rue des Bluets
La rue des Bluets est une voie du 11e arrondissement de Paris, en France.

## Situation et accès
La rue des Bluets est une voie publique située dans le 11e arrondissement de Paris. Elle débute au 79 bis, avenue de la République et se termine au 111, boulevard de Ménilmontant.

## Origine du nom
Ce nom fait sans doute référence aux fleurs bleues poussant dans les champs de blés à cette endroit.

## Historique
Cette voie est ouverte par décret du 25 janvier 1906, sur l'emplacement d'une partie de la cité des Bluets. La cité des Bluets était également appelée « cité des Lilas ».
Elle porte sa dénomination actuelle par arrêté du 24 juin 1907.
Au no 9 se trouvait, de 1937 à 2007, le centre de santé des métallurgistes qui abritait aussi une maternité, transférée dans le 12e arrondissement, rue Lasson, mais a conservé le nom de cette rue.